# Thinopinus pictus
Thinopinus pictus är en skalbaggsart som beskrevs av John Lawrence LeConte 1852. Thinopinus pictus ingår i släktet Thinopinus och familjen kortvingar. Inga underarter finns listade i Catalogue of Life.